# Зоран Тодоровић (политичар)
Зоран Тодоровић (Шабац, 26. фебруар 1959 — Београд, 24. октобар 1997) био је српски политичар и привредник. Познат је по надимку Кундак, како су га називали политички противници.

## Биографија
Рођен је у Шапцу 26. фебруара 1959. у радничкој породици. У родном месту је завршио основну школу и гимназију „Вера Благојевић”. Политички се активирао још током гимназијских дана и 1976. постао члан Савеза комуниста Југославије.
Током студија на Факултету политичких наука у Београду упознао се и зближио са професором Радошем Смиљковићем, а био је и студент продекан. Потом је постао секретар Председништва Универзитетскиг комитета Савеза комуниста на Универзитету у Београду, где се спријатељио са професорком Миром Марковић, супругом Слободана Милошевића. Био је један од њених најближих пријатеља, што је знатно утицало на његову даљу каријеру. Априла 1986. изабран је за члана Градског комитета Савеза комуниста Београда и једног од извршних секретара Председништва Градског комитета. Након двогодишњег мандата, 8. јуна 1988. постао је секретар Председништва Градске конференције Социјалистичког савеза радног народа Београда, а 10. октобра 1989. изабран је за председника Председништва ССРН Београда. На овој функцији остао је до 31. октобра 1990. када су конституисањем Градског одбора Социјалистичке партије Србије за Београд, престали да постоје Градска конференција ССРН и Градски комитет СК Београда.
У годинама пред увођење вишепартијског система, стекао је велику популарност развијањем плурализма у градској организацији Социјалистичког савеза, а јануара 1990. организовао је прославу православног Божића, коју је преносила Телевизија Београд. У овом периоду добио је надимак „Кунадак”. Јула 1989. излагање Станка Матијашевића, председника Градског одбора СУБНОР Београда, који се противио додели Седмојулске награде Матији Бећковићу, назвао је „кундачење”. Како се касније и сам прилично оштро односио према политичким противницима, од њих је добио овај надимак.
Године 1990. прешао је у привреду и постао заменик генералног директора Сложеног предузећа нафтне и хемијске индустрије Југославије. Потом је био заменик генералног директора Нафтне индустрије Србије (НИС), а од јула 1997. генералми директор нафтног предузећа „Беопетрол”. Након оснивања Југословенске левице (ЈУЛ) 1994. постао је њен члан, а од 1995. фо смрти је био њен генерални секретар.
Убијен је у атентату 24. октобра 1997. у Београду, када га је непознати убица у упуцао испред зграде „Беопетрола” на Новом Београду. Сахрањен је на Новом бежанијском гробљу.